# Linnaeushof (Amsterdam)

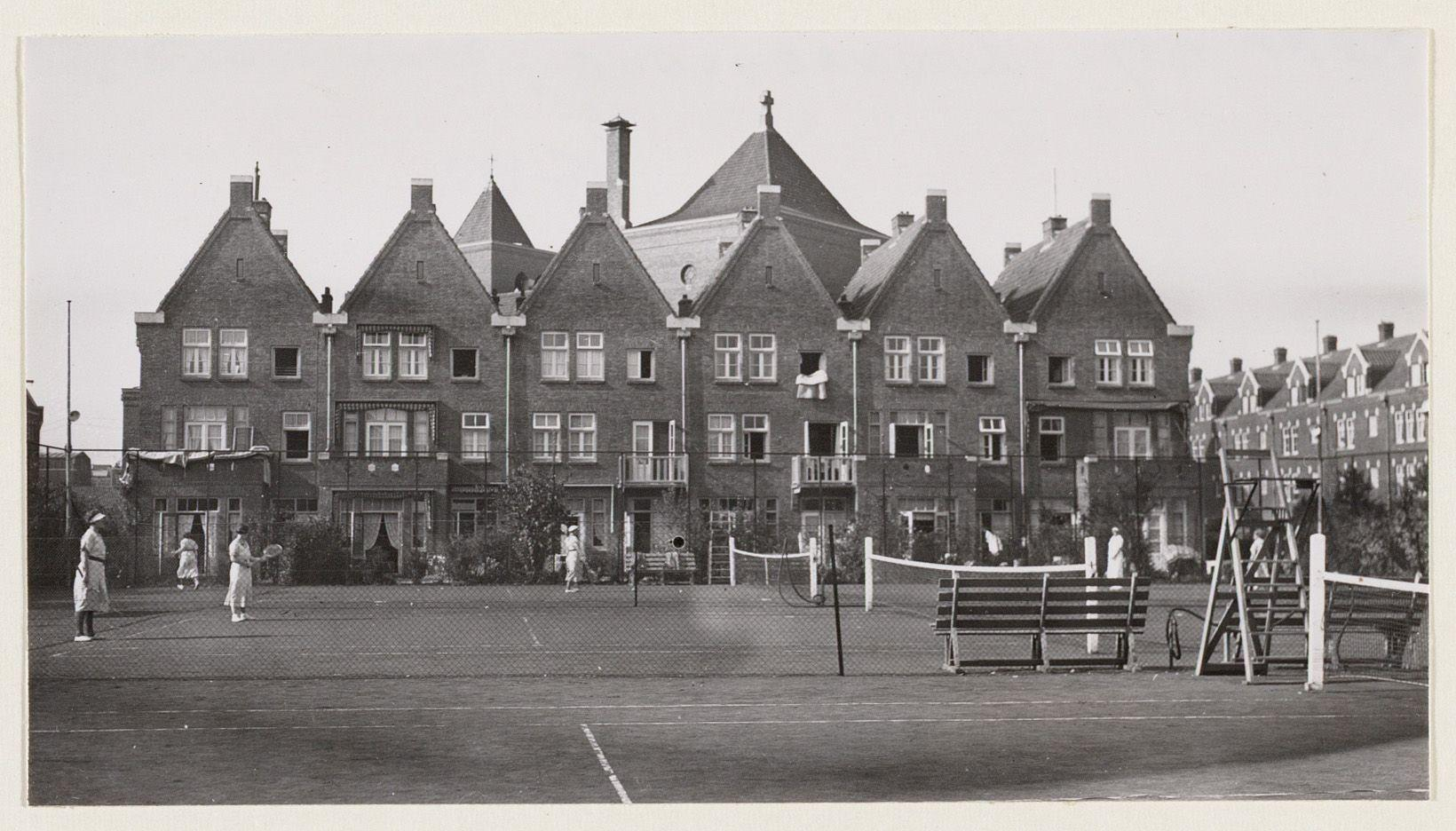
Hetzelfde tennisveld in 1937

Het Linnaeushof is een straat in Amsterdam-Oost, Watergraafsmeer, Middenmeer.

## Geschiedenis en ligging
Tot 1921 behoorde het gebied waarop dit hofje is gebouwd tot de zelfstandige gemeente Watergraafsmeer. Op een stadsplattegrond uit 1909 is een toekomstige woonwijk ingedeeld, van het Linnaeushof is dan nog niets terug te vinden. In 1918 had de parochie van de heilige Martelaren van Gorcum hier terreinen gekocht voor wat later de Hofkerk zou worden. Wanneer de gemeente Amsterdam die gemeente opslokt komt het terrein binnen de gemeente Amsterdam te liggen. Op de kaart van 1930 is bijna het gehele gebied volgebouwd. Het Linnaeushof kreeg haar naam per raadsbesluit van 3 september 1924; een vernoeming naar Carl Linnaeus. Meerdere Amsterdamse straten etc. zijn naar deze bioloog vernoemd, bekendst is de Linnaeusstraat, maar die ligt nu net nog binnen het oude gebied van Amsterdam, terwijl het hof in de Watergraafsmeer ligt.
Het Linnaeushof ligt in een rechthoek gevormd door de Hoogeweg (die lag hoog in de wijk), Linnaeusparkweg, Wethouder Frankeweg/Nieuweweg (een toen nieuwe weg) en Middenweg (midden in de Watergraafsmeer).

## Gebouwen
In september 1925 wordt door genoemde parochie op het terrein een bewaarschool (kinderverblijf) geopend. Het ontwerp is van architect Paul de Jongh, die echter het jaar daarvoor overleed. Afbouw vindt plaats onder leiding van architect Jac. Duncker.  Een half jaar later denkt men te kunnen gaan beginnen bouwen aan de Hofkerk. De plannen van architect voor de kerk van Alexander Kropholler worden echter door de schoonheidscommissie afgekeurd. Hij had nog alle ruimte; er staat dan alleen nog genoemde bewaarschool, er zijn plannen voor een lagere school en de brug 304 is gebouwd over de Molenwetering, die door het buurtje heen loopt. Woningbouw is er hoegenaamd nog niet. De kerk wordt aan de noordzijde van het hofje gebouwd; er moet wel een aparte toegangsweg vanaf de Middenweg aangelegd worden. De Amsterdamse Schoonheidscommissie keurde de plannen van Kropholler dus voor kerk en ook de woningen af, maar Burgemeester en wethouders neemt het later een op een over. Resultaat is dat eind 1927 er gebouwd kan worden aan het geheel; de kerk zou op de grens van 1928 en 1929 opgeleverd worden.
De huisnummering is apart voor Amsterdam; de huisnummers lopen namelijk door. Ze begint bij huisnummer 4 aan de Middenweg 79a. Vervolgens lopen de nummers op langs de noordelijke gevelwand om de kerk heen tot nummer 49 hij de uitgang Wethouder Frankestraat. Daar aan de overzijde begint het met huisnummer 50 en loopt langs de zuidwestelijke gevelwand terug op tot 92 bij de Middenweg 81 tegenover Linnaeushof 6. De kerk heeft nummer 93; pastorie 94. Daarnaast is er nog een losstaand blokje. 
Het hof kent zes monumenten:
- de Hofkerk met pastorie; sinds 1999 een rijksmonument
- de Rozenstraten-woningen op Linnaeushof 31-42, Amsterdam; sinds 2016 een gemeentelijk monument (nummer 200818)
- het Claraklooster De Linnaeushof op Linnaeushof 43-44, Amsterdam; idem (nummer 200819)
- de (bewaar)school op Linnaeushof 46, Amsterdam; idem (nummer 200820)
- schoolgebouw Linnaeushof 47-48, Amsterdam; idem (nummer 200821)
- de woningen (nummer 200817)

De panden Linnaeushof 4-6 wijken geheel af ten opzichte van de andere bouwwerken; ze zijn dan ook van aanmerkelijk jongere datum. Onder Linnaeushof 18-19 bevindt zich een poort naar achterliggende terreinen en het Linnaeuspad.

### Woningen
Van 1924 tot en met 1928 werd er door aannemerij J.J.L. Rozestraten gebouwd aan een woningcomplex aan de randen van het hof. Rozenstraten had daarbij een deel van de terreinen in bezit gekregen en mocht die zelf exploiteren, mits de bouw goedgekeurd werd door Kropholler. Uiteindelijk heeft bijna het gehele hof eenzelfde uitstraling gekregen, die ingedeeld is bij de Delftse School. De uitvalwegen naar Middenweg en Wethouder Frankeweg (de eerdergenoemde Nieuweweg) wijken daarbij enigszins af. De bouwstijl is daar beïnvloed door de stijl van Hendrik Petrus Berlage. Opvallend is een losstaand rijtje woningen (95-100), die de afscherming vormen tussen het kerkterrein en de tennisvelden die het hofje rijk is.
In 2016 werd een groot deel van de woningen tot gemeentelijk monument verklaard:
- Linnaeushof 7 tot en met 28 (huisnummer 29 bestaat niet)
- Linnaeushof 30
- Linnaeushof 49 tot en met 100
- Middenweg 81
- Wethouder Frankeweg 3-5 en 7

## Kunst
De woningen aan de zuidwestzijde en het rijtje 95 tot en met 100 zijn voorzien van tegeltableaus met weergaven van zon, maan etc. In de tuin rondom de hofkerk staat het Heilig Hartbeeld van Jacques van der Meij uit 1955.

## Afbeeldingen

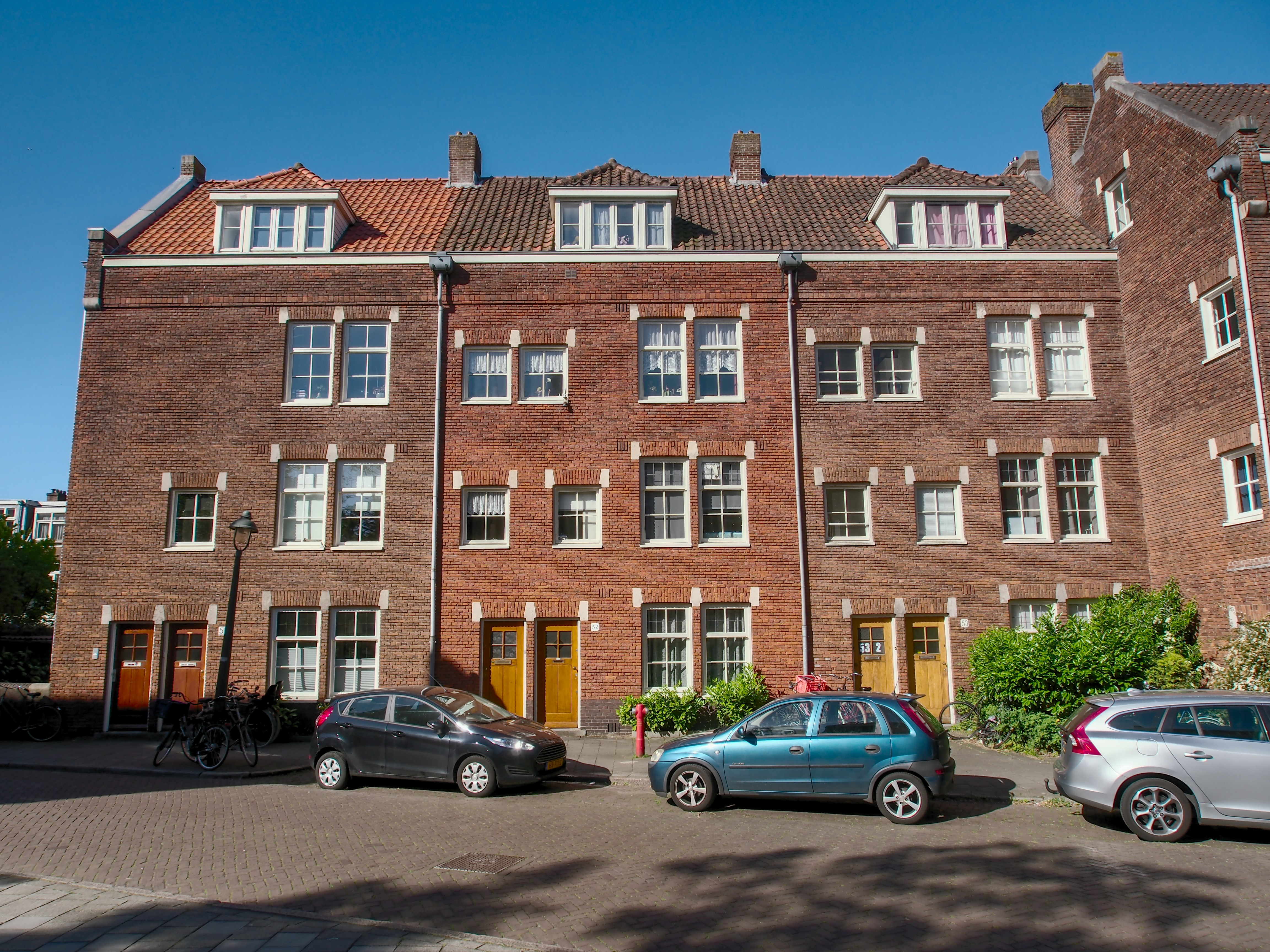
Linnaeushof 51-53 (2017)
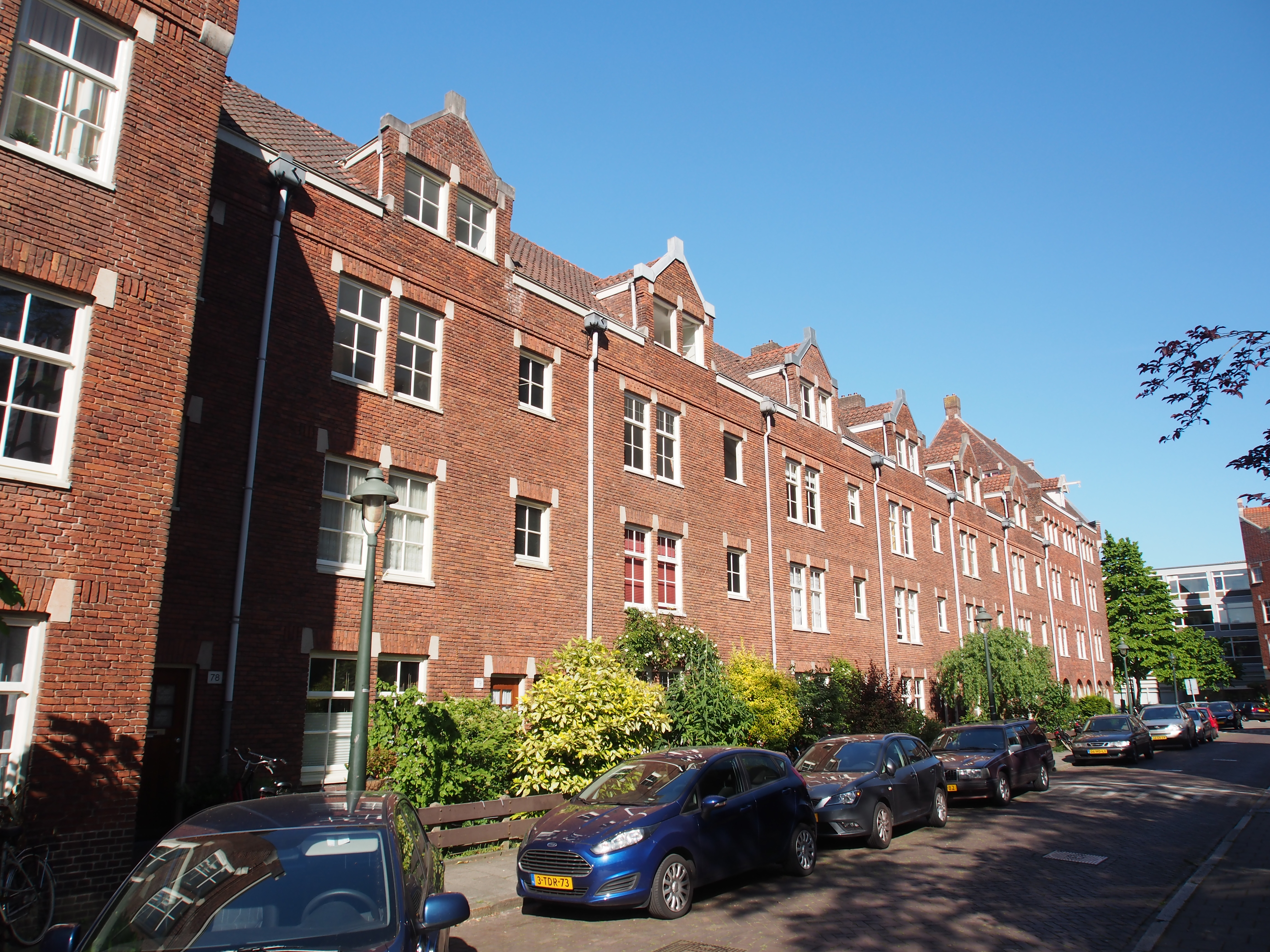
Linnaeushof 78-87 (2017)
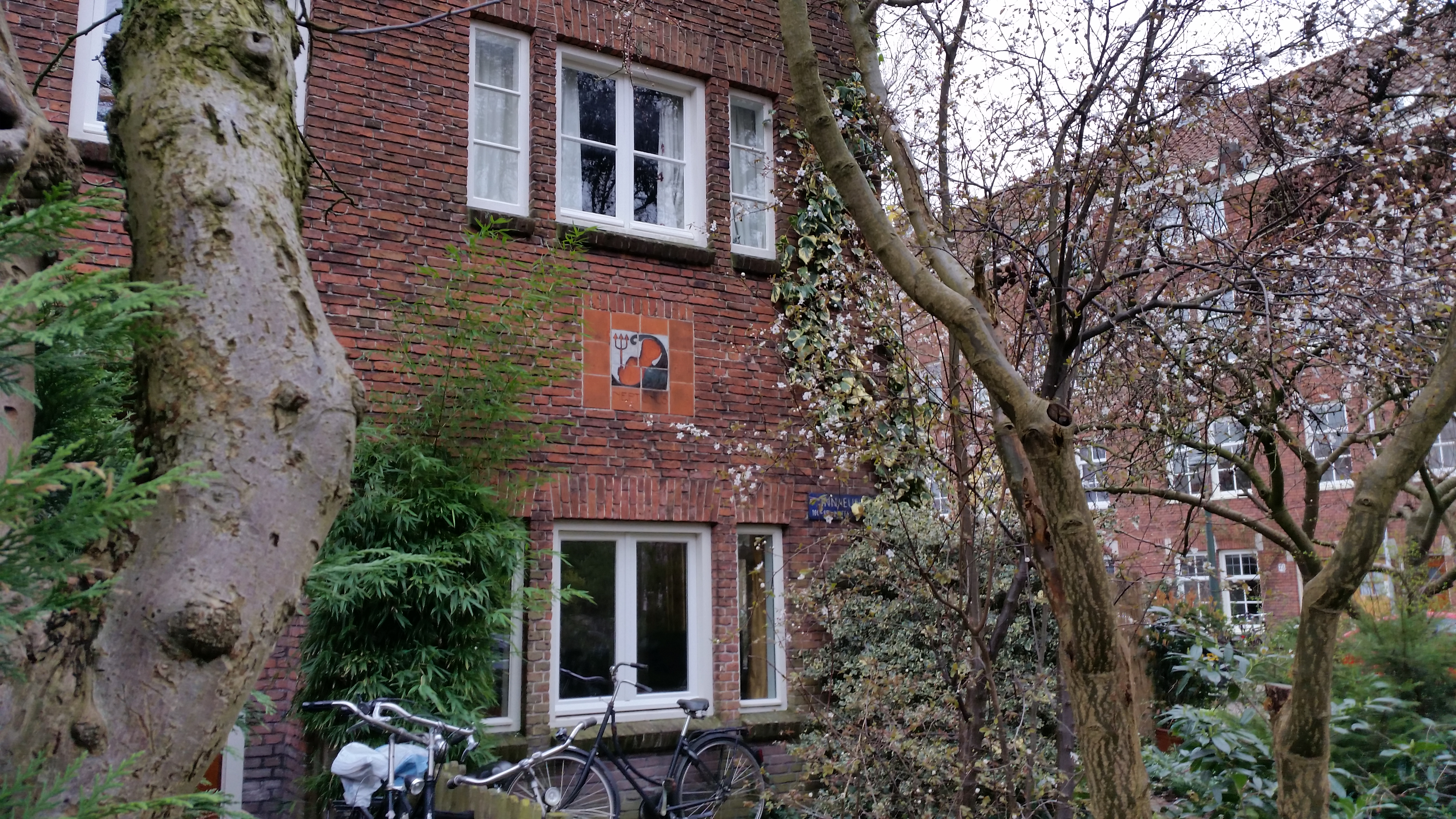
Tegelwerk in Linnaeushof 95 (2020)
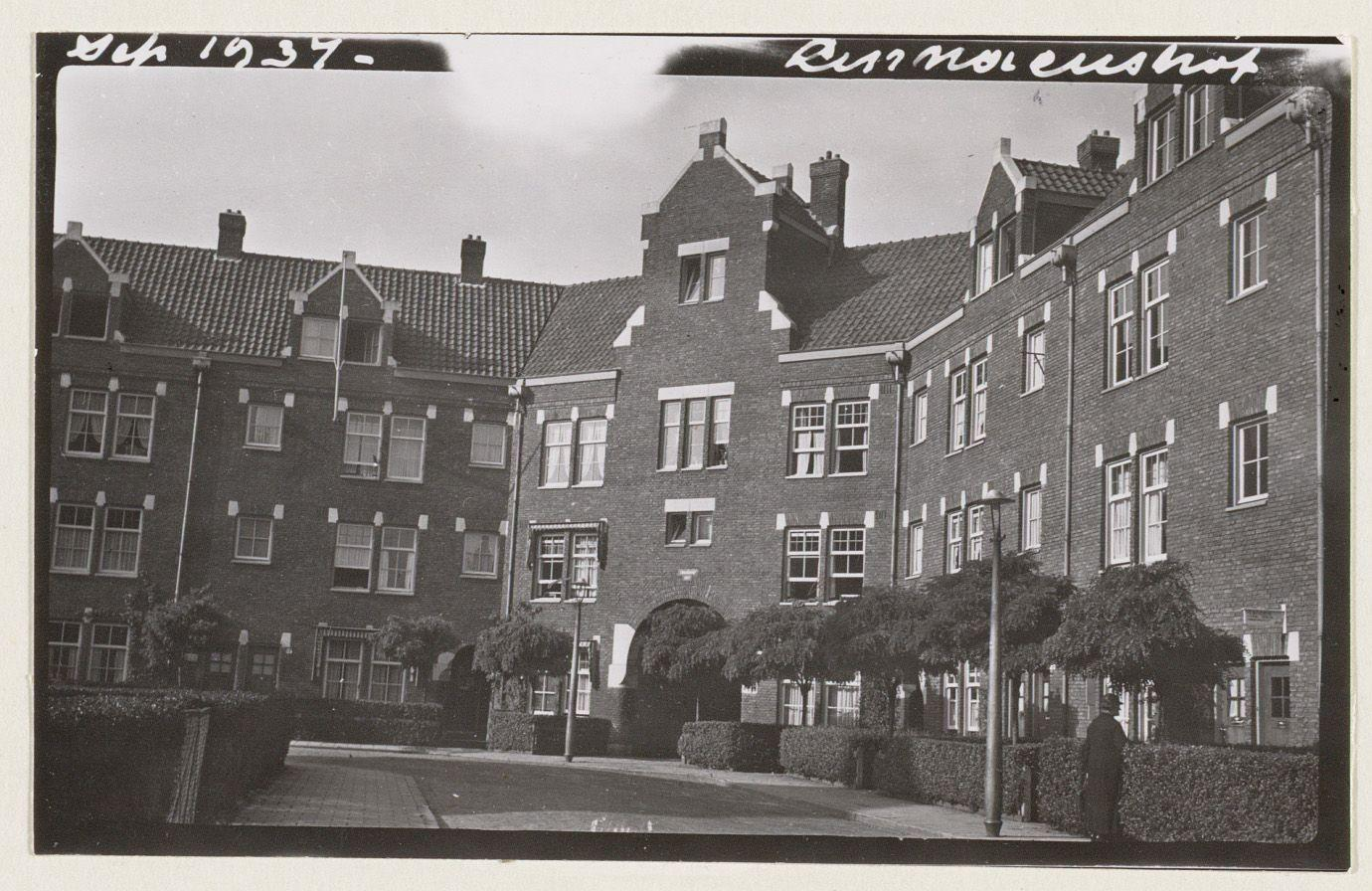
Poortgebouw 18/19 (1937)
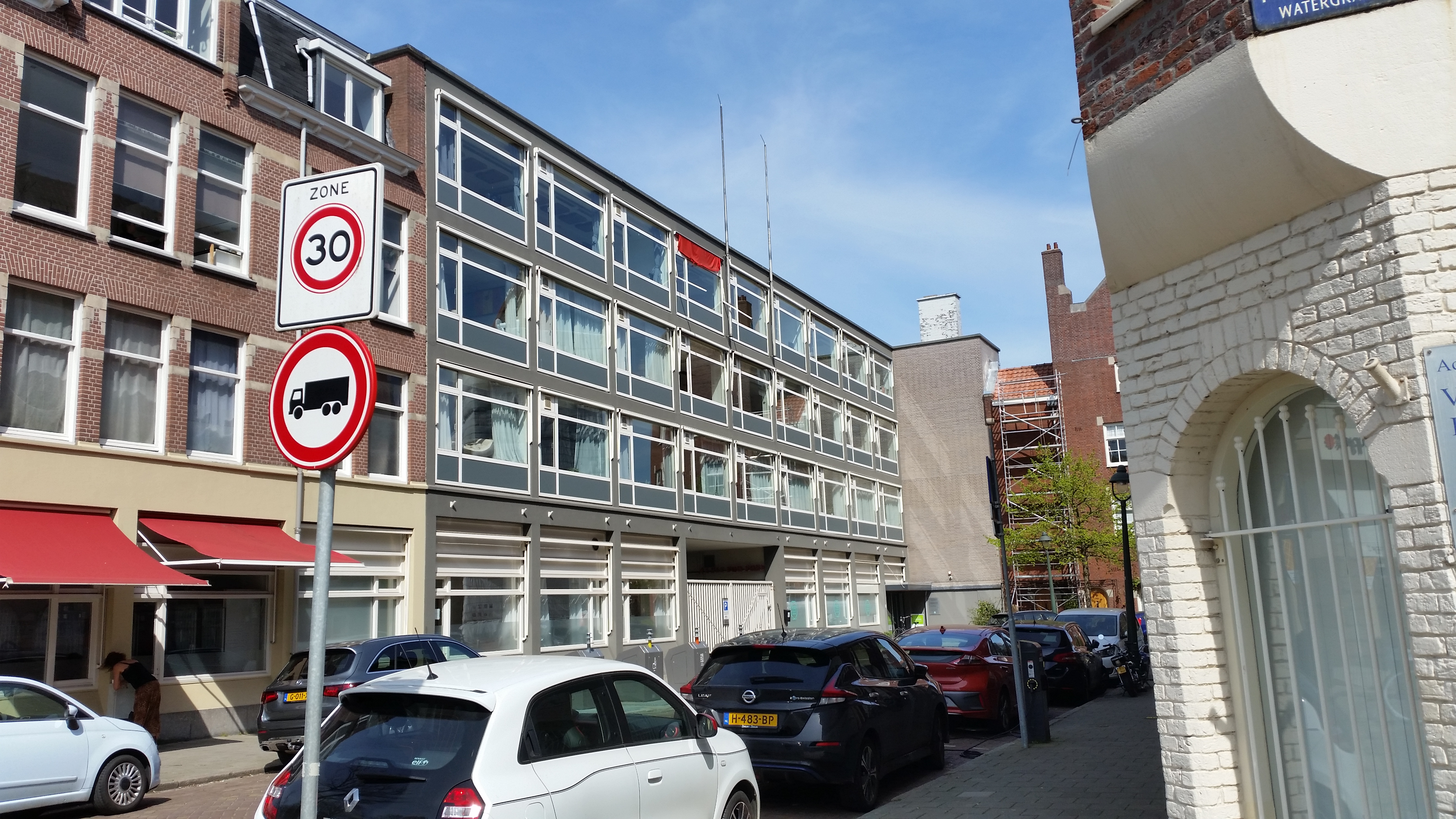
Linnaeushof 4-6 (april 2020)